# Мугоб
Мугоб (тадж. Муғоб; до 31 июля 2023 года — Муксу) — река на северо-западе Памира, левый исток Вахша (который образует, сливаясь с правой составляющей — рекой Кызылсу). Длина — 88 км. Площадь бассейна — 7070 км².
Протекает в Лахшском районе Таджикистана. Образуется слиянием рек Сельдара и Сардобруд, берущих своё начало в ледниках Ванджях и Саукдара. Средний расход воды — около 100 м³/с. Долина имеет крутые, скалистые склоны.